# Selim Bayrak
Selim Bayrak, född den 30 november 1987, är en turkisk friidrottare som tävlar i medel- och långdistanslöpning.
Bayrak deltog vid Olympiska sommarspelen 2008 där han var i final på 10 000 meter och slutade på elfte plats på tiden 27.29,33. Han var även i final på 3 000 meter vid inomhus-EM 2009 i Turin och slutade då femma.